# Station Old Roan
Old Roan is een spoorwegstation van National Rail in Aintree, Sefton in Engeland. Het station is eigendom van Network Rail en wordt beheerd door Merseyrail. 